# 博爾霍夫區

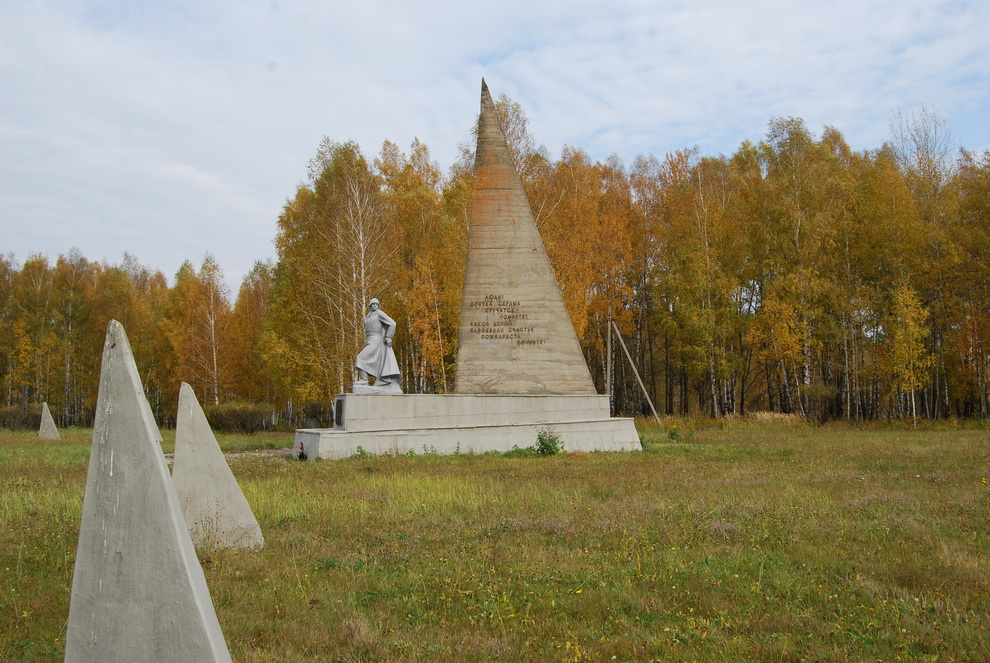

53°26′N 36°00′E / 53.433°N 36.000°E
博爾霍夫區（俄语：Болховский район），是俄羅斯的一個區，位於該國西部，由奧廖爾州負責管轄，面積1,182.2平方公里，2010年該區人口18,041，人口密度每平方公里15.26人。